# 실크에어 185편 추락 사고
실크에어 185편 추락 사고는 실크에어의 보잉 737이 싱가포르 창이 국제공항으로 가던 중에 비행한지 40분도 되지 않아 추락한 사건이다.

## 사고 개요
실크에어 185편은 순항고도로 상승하던 중이었다. 추락시에 항공기는 음속을 돌파하여 수직미익부분이 작게 쪼개졌을 것이라고 추정하고 있다. 항공기의 파편은 매우 작게 부서져 있었고, 생존자는 없었다.

## 조종사 정보
기장은 공군에서 편대비행을 하던 베테랑이었고, 빠른 속도로 항공기를 몰아 승객들을 멀미에 시달리게 만들어 항공사로부터 지적을 받은 적이 있다. 편대비행을 하던 중, 항공기가 추락하는 사건이 발생하였으나 자신만이 살아남아 많은 죄책감을 받아서 자살비행을 저질렀다는 수사결과가 나왔다.
부기장은 입사한지 얼마 안 된 초보였으나, 보잉 737의 조종에 많은 재능을 가지고 있어서 훌륭한 인재로 생각되었던 사람이다.

## 같이 보기
- 항공 안전
- 자살비행
- 중국동방항공 5735편 추락 사고
- 이집트 항공 990편 추락 사고
- 저먼윙스 9525편 추락 사고
- LAM 모잠비크 항공 470편 추락 사고
- 아메리칸 항공 587편 추락 사고
- 인도네시아 에어아시아 8501편 추락 사고